# Корай Гюнтер
Корай Гюнтер (нім. Koray Günter, нар. 16 серпня 1994, Гекстер, Німеччина) — німецький футболіст турецького походження, центральний захисник італійської «Верони».
На правах оренди грає за турецький клуб «Фатіх Карагюмрюк».

## Клубна кар'єра
Корай Гюнтер народився у місті Гекстер і грати у футбол починав у місцевому клубі аматорського рівня. З 2008 року він продовжив навчання в академії дортмундської «Боруссії». Починав Корай як гравець атаки але в подальшому перейшов у лінію захисту. Та в першій команді Гюнтер провів лише один матч, більшу частину часу граючи за дубль «Боруссії».
У січня 2014 року Гюнтер підписав контракт на 4,5 роки з турецьким «Галатасараєм». Сума контракту становила 2,5 млн євро. 8 березня того року Гюнтер дебютував у новому клубі. Влітку 2016 року у товариському матчі футболіст отримав травму і вибув з гри на півроку.
Влітку 2018 року Гюнтер на правах вільного агента перейшов до італійського клубу «Дженоа», де провів один сезон. А вже за рік був відправлений в оренду у «Верону». Клуб з Верони скористався опцією викупа прав на футболіста і у 2020 році Гюнтер підписав з «Вероною» повноцінний контракт.
Другу половину сезону 2022/23 провів в оренді в «Сампдорії».

## Збірна
Міжнародну кар'єру Корай Гюнтер починав у 2009 році у складі юнацької збірної Туреччини віком до 16-ти років. Та вже за рік він продовжив виступи у юнацьких збірних Німеччини.

## Статистика виступів

### Статистика клубних виступів
Станом на 30 серпня 2023
| Сезон                   | Команда                 | Чемпіонат               | Чемпіонат | Чемпіонат | Національний кубок | Національний кубок | Національний кубок | Континентальні кубки | Континентальні кубки | Континентальні кубки | Інші змагання | Інші змагання | Інші змагання | Усього | Усього |
| Сезон                   | Команда                 | Ліга                    | Ігор      | Голів     | Ліга               | Ігор               | Голів              | Ліга                 | Ігор                 | Голів                | Ліга          | Ігор          | Голів         | Ігор   | Голів  |
| ----------------------- | ----------------------- | ----------------------- | --------- | --------- | ------------------ | ------------------ | ------------------ | -------------------- | -------------------- | -------------------- | ------------- | ------------- | ------------- | ------ | ------ |
| 2012–13                 | «Боруссія» (Дортмунд)   | БЛ                      | 0         | 0         | КН                 | 0                  | 0                  | ЛЧ                   | 0                    | 0                    | -             | -             | -             | 0      | 0      |
| 2013-січ. 2014          | «Боруссія» (Дортмунд)   | БЛ                      | 1         | 0         | КН                 | 0                  | 0                  | ЛЧ                   | 0                    | 0                    | -             | -             | -             | 1      | 0      |
| Усього за «Боруссію»    | Усього за «Боруссію»    | Усього за «Боруссію»    | 1         | 0         |                    | 0                  | 0                  |                      | 0                    | 0                    |               | -             | -             | 1      | 0      |
| січ.-черв. 2014         | «Галатасарай»           | СЛ                      | 4         | 0         | КТ                 | 3                  | 0                  | -                    | -                    | -                    | -             | -             | -             | 7      | 0      |
| 2014–15                 | «Галатасарай»           | СЛ                      | 12        | 0         | КТ                 | 7                  | 0                  | ЛЧ                   | 0                    | 0                    | -             | -             | -             | 19     | 0      |
| 2015–16                 | «Галатасарай»           | СЛ                      | 9         | 0         | КТ                 | 6                  | 0                  | ЛЧ+ЛЄ                | 0+1                  | 0                    | СКТ           | 0             | 0             | 16     | 0      |
| 2016–17                 | «Галатасарай»           | СЛ                      | 0         | 0         | КТ                 | 0                  | 0                  | -                    | -                    | -                    | СКТ           | 0             | 0             | 0      | 0      |
| 2017–18                 | «Галатасарай»           | СЛ                      | 3         | 0         | КТ                 | 5                  | 0                  | ЛЄ                   | 0                    | 0                    | -             | -             | -             | 8      | 0      |
| Усього за «Галатасарай» | Усього за «Галатасарай» | Усього за «Галатасарай» | 28        | 0         |                    | 21                 | 0                  |                      | 1                    | 0                    |               | 0             | 0             | 50     | 0      |
| 2018–19                 | «Дженоа»                | A                       | 14        | 0         | КІ                 | 1                  | 0                  | -                    | -                    | -                    | -             | -             | -             | 15     | 0      |
| 2019–20                 | «Верона»                | A                       | 32        | 0         | КІ                 | 1                  | 0                  | -                    | -                    | -                    | -             | -             | -             | 33     | 0      |
| 2020–21                 | «Верона»                | A                       | 27        | 0         | КІ                 | 0                  | 0                  | -                    | -                    | -                    | -             | -             | -             | 27     | 0      |
| 2021–22                 | «Верона»                | A                       | 30        | 0         | КІ                 | 1                  | 1                  | -                    | -                    | -                    | -             | -             | -             | 31     | 1      |
| 2022-січ. 2023          | «Верона»                | A                       | 13        | 1         | КІ                 | 1                  | 0                  | -                    | -                    | -                    | -             | -             | -             | 14     | 1      |
| Усього за «Верону»      | Усього за «Верону»      | Усього за «Верону»      | 102       | 1         |                    | 3                  | 1                  |                      | -                    | -                    |               | -             | -             | 105    | 2      |
| січ.-черв. 2023         | «Сампдорія»             | A                       | 5         | 0         | КІ                 | 0                  | 0                  | -                    | -                    | -                    | -             | -             | -             | 5      | 0      |
| Усього за кар'єру       | Усього за кар'єру       | Усього за кар'єру       | 150       | 1         |                    | 25                 | 1                  |                      | 1                    | 0                    |               | 0             | 0             | 176    | 2      |

## Досягнення
Галатасарай
 Чемпіон Туреччини: 2014/15
 Переможець Кубка Туреччини (3): 2013/14, 2014/15, 2015/16
 Переможець Суперкубка Туреччини (2): 2015, 2016
Німеччина (U-17)
 Фіналіст Чемпіонату Європи: 2011
 Бронзовий призер Чемпіонату світу: 2011